# Hochgrößen
Hochgrößen (2115 m n. m.) je hora ve Wölzských Taurách na území rakouské spolkové země Štýrsko. Nachází se v závěru jedné ze severních rozsoch pohoří. Na jihu ji sedlo Riednertörl (1935 m) odděluje od vrcholu Seekoppe (2150 m); na severovýchodě sousedí s bezejmenným vrcholem 2122 m, za kterým již hřeben klesá do údolí. Severně od Hochgrößenu se nachází jezero Steinkarsee.

## Přístup
- po značené turistické trase z osady Winkel
- po značené turistické trase ze střediska Planneralm